# Irony (chanson de ClariS)
Singles de ClariS
Connect
(2011)
Pistes de Birthday
Sayonara wa Iwanai
(1) Koi Jishaku
(3)
Irony est une chanson pop du duo d'idoles japonaises ClariS, écrite par Kz. C'est le premier single du groupe sorti le 20 octobre 2010 chez SME Records. La chanson a été utilisée comme le générique d'introduction de la série télévisée anime de 2010 Oreimo. Un clip a été produit pour « Irony ». Le single a culminé à la 7e place du classement musical hebdomadaire japonais de l'Oricon.

## Contexte
En préparation du lancement de LisAni!, un magazine de musique d'anime publié par Sony Magazines sous Sony Music Entertainment Japan, les éditeurs ont cherché à découvrir de nouveaux talents de chanteurs à mettre en avant dans le premier numéro du magazine. Kz a été soulevé tôt comme candidat potentiel pour composer une chanson pour LisAni! en partie grâce à son activité antérieure où il mettait en ligne des musiques originales sur le site de partage de vidéos Niconico. C'est pour cette raison que les éditeurs de LisAni! sont allés sur Niconico pour découvrir un chanteur. Après avoir cherché des jeunes chanteurs sur le site, le critique de musique Akihiro Tomita, qui avait aidé à la recherche, trouve par hasard des reprises chantées par des collégiennes de première année, Clara et Alice, qui ont ensuite été choisis pour chanter la chanson du magazine. Tomita s'approchait alors de Kz pour composer la chanson pour les débuts des filles.
Kz et ClariS auront l'habitude à collaborer avec deux chansons pour LisAni! en 2010 : « Drop » avec le premier numéro du magazine publié le 24 avril, et Kimi no yume o miyō (君の夢を見よう) publié avec le deuxième numéro le 24 juillet. Au cours de la production de la série télévisée anime de 2010, Oreimo, le producteur d'anime Atsuhiro Iwakami a pris connaissance de ClariS via LisAni!. Iwakami a pris en compte que les membres de ClariS étaient au collège, tout comme Kirino Kosaka dans Oreimo, et que leurs voix étaient très belles, il pensait alors qu'il serait intéressant de les faire chanter la chanson qui servirait de générique d'introduction pour Oreimo, ce qui deviendra par la suite Irony.

## Composition
Irony est une chanson synthpop avec l'instrumentation réalisé à partir d'un synthétiseur. Selon un livre de partitions publié par Shinko Music Entertainment, elle est réglée sur une mesure de temps commun et se déplace sur un tempo de 134 battements par minute sur une tonalité de Mi majeur tout au long de la chanson. L'introduction commence avec la musique synthétisée accompagnant les chants de ClariS dans la mélodie du refrain. Un pont est utilisé pour passer au premier couplet suivi du refrain. Après un autre pont, ce modèle est répété pour le deuxième couplet et le refrain avec la même musique avec des paroles différentes. Un break est employé pour passer au troisième couplet, suivie du refrain en tant qu'outro. Une coda instrumentale est utilisée pour terminer la chanson.
Lors de l'écriture de la chanson, Kz visait à donner un sentiment de joie avec plus d'une impression de « collégien » plutôt que d'une sensation plus mature. Pour les paroles, Kz a essayé d'écrire à partir d'une perspective légèrement supérieure à celle des collégiens normaux avec un sentiment d'étirement de soi. Selon Alice, les paroles expriment le sentiment typique des adolescentes comme elle et Clara qui veulent être plus honnêtes avec leurs sentiments. Clara pensait que les paroles s'harmonisaient avec les sentiments de Kirino Kosaka dans Oreimo, et elle et Alice ont toutes deux pu facilement comprendre les paroles. Les paroles racontent l'histoire d'une fille qui veut se rapprocher de quelqu'un mais a du mal à transmettre ses sentiments. L'illustration de la couverture comprend du chocolat formant « ClariS » et d'un parfait surmonté d'une cerise; le design a été chargé par Motohiro Yamazaki.

## Sortie et réception
Irony a été publié dans une édition régulière et deux limitées, le 20 octobre 2010, en CD par la SME Records au Japon,,. L'une des versions d'édition limitée a été emballée avec des artworks de Oreimo et contenait également une version courte de Irony au lieu de sa version instrumentale. L'autre édition limitée a été livrée avec un DVD contenant le clip pour Irony.
Le single a culminé à la 7e place du classement musiqueal hebdomadaire japonais de l'Oricon et y resté classé pendant 27 semaines. Irony a débuté et a culminé sur la 55e place du Japan Hot 100 de Billboard . En avril 2013, Irony a été certifié Or par le Recording Industry Association of Japan (R.I.A.J.) pour les 100 000 téléchargements numériques de musique de sonnerie True Tones.

## Vidéoclip
Le clip a été tourné à Chiyoda, à Tokyo, au Japon. Il commence par des illustrations de silhouettes représentant Clara en rose et Alice en bleu qui sont vues tout au long de la vidéo. Une jeune fille et sa mère sont montrées en train de regarder dans une boutique de crème glacée un parfait, puis qui coupe alors sur un plan d'une fille dansant sur la chanson aux côtés des illustrations de Clara et Alice. D'autres personnes sont présentées dans la vidéo dans les lieux autour de Chiyoda, comme un lycéen, une lycéenne et un salaryman, qui sont plus tard montrer en train de danser avec la fille. En se rapprochant de la fin de la vidéo, de nombreuses personnes se joignent à la danse, et les illustrations de silhouettes de Clara et Alice sont remplis pour ne plus apparaître comme des contours.

## Liste des pistes
| 1.    | Irony                            | Kz          | Kz              | Kz           | 4:19 |
| 2.    | Kokoro no Inryoku (ココロの引力) | Mavie       | Tadasu Nakamura | SiZK         | 3:49 |
| 3.    | Neo Moon                         | Ion Okumura | Isao Yoshida    | Kōhei Yokono | 3:59 |
| 4.    | Irony (Instrumental)             |             | Kz              | Kz           | 4:17 |
| 16:24 |                                  |             |                 |              |      |

| Oreimo édition limitée | Oreimo édition limitée           | Oreimo édition limitée | Oreimo édition limitée | Oreimo édition limitée | Oreimo édition limitée | Oreimo édition limitée | Oreimo édition limitée | Oreimo édition limitée | Oreimo édition limitée |
| No                     | Titre                            | Paroles                | Musique                | Arrangement            | Durée                  |                        |                        |                        |                        |
| ---------------------- | -------------------------------- | ---------------------- | ---------------------- | ---------------------- | ---------------------- | ---------------------- | ---------------------- | ---------------------- | ---------------------- |
| 1.                     | Irony                            | Kz                     | Kz                     | Kz                     | 4:19                   |                        |                        |                        |                        |
| 2.                     | Kokoro no Inryoku (ココロの引力) | Mavie                  | Tadasu Nakamura        | SiZK                   | 3:49                   |                        |                        |                        |                        |
| 3.                     | Neo Moon                         | Ion Okumura            | Isao Yoshida           | Kōhei Yokono           | 3:59                   |                        |                        |                        |                        |
| 4.                     | Irony (TV Mix)                   | Kz                     | Kz                     | Kz                     | 1:29                   |                        |                        |                        |                        |
| 13:36                  |                                  |                        |                        |                        |                        |                        |                        |                        |                        |

| 1. | Irony (Clip) | 4:19 |

## Personnel
| ClariS - Clara – Chant - Alice – Chant | Production - Takashi Koiwa – Mixage audio - Hidekazu Sakai – Mastering - Motohiro Yamazaki – Design |

## Classements
| Classement (2010)                   | Meilleure position |
| ----------------------------------- | ------------------ |
| Japan Hot 100 de Billboard          | 55                 |
| Classement hebdomadaire de l'Oricon | 7                  |